# Lockarps station
Lockarps station var en post- och järnvägsstation på Malmö–Kontinentens Järnväg, 36 m ö.h. vid kilometer 627,8 (räknat från Stockholm), belägen i kyrkbyn Lockarp, numera i Malmö kommun.

## Historia
Stationen invigdes samtidigt med Malmö–Kontinentens Järnvägs öppnande, den 5 oktober 1898, som en av banans tio stationer. Lockarps station låg mellan stationerna Fosieby och Arrie.
1959 nedgraderades Lockarps järnvägsstation till hållplats, persontrafiken upphörde den 28 maj 1967, och samtidigt stängdes poststationen.
Stationsbyggnaden, som låg på banans västra sida, cirka 200 meter öster om Lockarps kyrka (och strax norr om den "hårnålsviadukt" som ersatt järnvägsövergången på Lockarps kyrkoväg), såldes på auktion 1973 och revs 2002.
1997 blev anslutningen till Fosieby dubbelspårig.
2011  öppnades en dubbelspårig förbindelse från Svågertorp till Lockarp. Därefter kunde pågatåg från Citytunneln fortsätta från Lockarp antingen genom en ny spårport under Kontinentalbanan till Oxie station och Ystadbanan eller till Kontinentalbanan och Trelleborg.